# Wolfgang Schlager
Wolfgang Schlager (* 4. November 1938 in Salzburg) ist ein österreichischer Geologe.
Schlager studierte an der Universität Wien, wo er 1963 über die Geologie der östlichen Lienzer Dolomiten promoviert wurde. Danach war er Assistent an den Universitäten Wien und Marburg. 1968 habilitierte er sich an der Universität Wien, wechselte dann aber in die Ölindustrie und ging 1972 zu Shell nach Den Haag (Forschungslaboratorien in Rijswijk) als Erdölgeologe. 1974 wurde er Associate Professor und 1985 Professor an der Rosenstiel School of Marine and Atmospheric Sciences der University of Miami. Er ist seit 1985 Professor für Geologie (marine Geologie, Sedimentologie) an der Freien Universität Amsterdam, wo er seit 2002 Professor Emeritus ist.
Schlager befasste sich vor allem mit Sedimentgesteinen, wobei er unter anderem die rezente Entstehung von Kalkgesteins-Sedimenten in Florida erforschte und sich mit der Wechselwirkung von Tektonik und Sedimentationsprozessen an den Schelfrändern der alpinen Tethys befasste.
Schlager ist korrespondierendes Mitglied im Ausland der mathematisch-naturwissenschaftlichen Klasse der Österreichischen Akademie der Wissenschaften, Mitglied der Leopoldina, der Accademia dei Lincei und der Academia Europaea (1990). 2002 erhielt er die Gustav-Steinmann-Medaille der Geologischen Vereinigung (deren Vorsitzender er war) und 2008 die Eduard-Sueß-Gedenkmünze der Österreichischen Geologischen Gesellschaft, deren Ehrenmitglied er ist. 2015 wurde er mit der Jean Baptiste Lamarck Medal der European Geosciences Union ausgezeichnet.